# David Starbrook
David Collin Starbrook (Croydon, 9 de agosto de 1945) es un deportista británico que compitió en judo.
Participó en dos Juegos Olímpicos de Verano en los años 1972 y 1976, obteniendo dos medallas, plata en Múnich 1972 y bronce en Montreal 1976. Ganó dos medallas en el Campeonato Mundial de Judo, en los años 1971 y 1973, y tres medallas en el Campeonato Europeo de Judo entre los años 1973 y 1975.

## Palmarés internacional
| Juegos Olímpicos   | Juegos Olímpicos      | Juegos Olímpicos  | Juegos Olímpicos |
| Año                | Lugar                 | Medalla           | Categoría        |
| ------------------ | --------------------- | ----------------- | ---------------- |
| 1972               | Múnich (RFA)          | Medalla de plata  | –93 kg           |
| 1976               | Montreal (Canadá)     | Medalla de bronce | –93 kg           |
| Campeonato Mundial |                       |                   |                  |
| Año                | Lugar                 | Medalla           | Categoría        |
| 1971               | Ludwigshafen (RFA)    | Medalla de bronce | –80 kg           |
| 1973               | Lausana (Suiza)       | Medalla de bronce | –93 kg           |
| Campeonato Europeo |                       |                   |                  |
| Año                | Lugar                 | Medalla           | Categoría        |
| 1973               | Madrid (España)       | Medalla de plata  | –93 kg           |
| 1974               | Londres (Reino Unido) | Medalla de bronce | –93 kg           |
| 1975               | Lyon (Francia)        | Medalla de bronce | –93 kg           |